# Luna-Glob
Luna-Glob (rus: Луна-Глоб, que significa esfera lunar) és un programa d'exploració de l'Agència Espacial Federal Russa (Roscosmos). Serà la primera de les missions planejades abans de la creació d'un sistema de base lunar totalment robòtica.
El programa es basa en plans que es remunten al 1997. Tanmateix, a causa de problemes financers, la primera missió del programa, el mòdul d'aterratge Luna 25, va ser posada en suspens només per recuperar-se alguns anys més tard. Inicialment programat per al seu llançament el 2012 pel coet Soiuz-2, la primera missió s'ha retardat moltes vegades, primer al 2014, després al 2015 i 2016 i 2018 i 2019. El Roscosmos de Rússia va aprovar un model de l'administrador de Luna 25 el 2017.
A partir de l'agost de 2018, Luna 25 té previst llançar-se el 2021, Luna 26 el 2022, Luna 27 el 2023, Luna 28 el 2024, i les Luna 29-31 el 2026.

## Història
El programa Luna-Glob és una continuació del programa Luna de la Unió Soviètica que va enviar almenys vint-i-quatre orbitors i aterradors entre 1959 i 1976 a la Lluna, dels quals quinze van tenir èxit. L'última missió va ser la Luna 24, llançada el 9 d'agost de 1976.
Inicialment, la primera missió de Luna-Glob es va planificar com orbitador amb sensors de penetració al sòl. Es van utilitzar quatre penetradors de fabricació japonesa heretats del Lunar-A, cadascun de 45 kg, inclosos 14 kg per al penetrador pròpiament dit. A més, es van planificar experiments sísmics, inclòs l'ús de quatre penetradors, que entraran a la superfície lunar equipada per detectar senyals sísmics. S'espera que aquests experiments ajudin a aclarir l'origen de la Lluna. Dos dels penetradors estan planejats per aterrar a prop dels llocs d'aterratge de l'Apollo 11 i Apollo 12, aprofitant les dades sísmiques recollides allà des de 1969 fins a 1974.
La càrrega útil total de l'orbitador seria de 120 kg i inclou experiments d'astrofísica, monitors de pols, sensors de plasma, inclosa la càrrega útil astronòmica LORD, dissenyada per estudiar els raigs còsmics d'ultraalta energia.
Luna-Resurs (Luna 27) va ser planificat inicialment com una missió conjunta de l'orbitador-astromòbil (l'orbitador seria el Chandrayaan-2 de l'Índia) que comptarà amb un astromòbil polar lunar i un mòdul d'aterratge de 58 kg, com a part de la International Lunar Network. Aquesta missió aterrarà al pol sud de la Lluna, examinarà un cràter i funcionarà fins a un any. L'astromòbil de sis rodes, accionat per energia solar, aterrarà prop d'un dels pols i sobreviurà durant un any, passant fins a 150 km a una velocitat de 360 m/h. A causa de la pèrdua del Fobos-Grunt el 2011 que es va planificar com a prova per al sistema d'aterratge, Rússia va citar la seva incapacitat per proporcionar el mòdul d'aterratge dins del temps proposat. Després, l'Índia va decidir desenvolupar la missió lunar de forma independent. El proper mòdul d'aterratge portarà un gran astromòbil de 400 kg capaç de realitzar una anàlisi in situ del sòl. El mòdul d'aterratge amb una etapa d'ascensió de 400 kg reprendrà fins a 1 quilogram de superfície i mostres de roca.

## Llista de missions
A diferència dels seus predecessors, les noves missions Luna estan dirigides als pols lunars. A partir del 2017, s'han anunciat les següents cinc missions:
| Nau espacial                          | Llançament previst | Notes                                                | Llançament del vehicle |
| ------------------------------------- | ------------------ | ---------------------------------------------------- | ---------------------- |
| Luna 25 (Mòdul d'aterratge Luna-Glob) | 2021               | un mòdul d'aterratge del pol sud                     | Soius 2.1b             |
| Luna 26 (Orbitador Luna-Glob)         | 2022               | un orbitador lunar                                   | Soius 2.1b             |
| Luna 27 (Luna-Resurs-1)               | 2023               | un mòdul d'aterratge del pol sud                     | Soius 2.1b             |
| Luna 28 (Luna-Resurs-2)               | 2024               | un mòdul d'aterratge del pol sud i retorn de mostres | Angarà                 |
| Luna 29 (Luna-Resurs-3)               | 2026               | un vehicle pol sud                                   | Angarà-A5/KVTK         |
| Luna 30 (Luna-Orbita-1)               | 2026               |                                                      |                        |
| Luna 31 (Luna-Orbita-2)               | 2026               |                                                      |                        |

## Futura base lunar
Va ser planificat el 2008 que Luna-Glob, un "camp de prova robòtic", anés seguit per una base robòtica, coneguda en rus com a Lunny Poligon - o Rang Lunar, i aquesta base progressaria amb la construcció d'una base lunar habitable que tindria diversos components: estació d'energia solar, estació de telecomunicacions, estació tecnològica, estació científica, vehicle d'investigació de llarg abast, àrea d'aterratge i llançament, i un satèl·lit en òrbita de telecomunicacions. Aquest projecte es va planificar per a després del 2020, amb una data prevista de finalització de 2037.
A partir de 2017, Rússia planeja començar a construir la base lunar cap al 2030. Inicialment, la base lunar no estaria habitada per més de 4 persones, i el seu número augmentaria fins a un màxim de 12 persones.